# Geocoris omani
Geocoris omani är en insektsart som beskrevs av Barber 1935. Geocoris omani ingår i släktet Geocoris och familjen Geocoridae. Inga underarter finns listade i Catalogue of Life.